# Pâques sanglantes (film)
Pour l'événement historique, voir Insurrection de Pâques 1916.
Pour plus de détails, voir Fiche technique et Distribution.
Pâques sanglantes (titre original : Non c'è pace tra gli ulivi) est un film italien réalisé par Giuseppe De Santis et sorti en 1950.

## Synopsis
Francesco, démobilisé, retrouve sa région natale, la Ciociaria, au lendemain de la guerre. Sa famille est, par contre, dans un total dénuement, ayant été dépouillée de son troupeau de moutons par le voisin Bonfiglio. Celui-ci, devenu riche durant le conflit, veut, à présent, épouser Lucia, pourtant amoureuse de Francesco. Avec le soutien de Maria Grazia, sa propre sœur, Francesco reprend son bien par la force. Afin de se venger, Bonfiglio viole Maria Grazia et porte plainte contre lui à l'aide de faux-témoignages. Francesco est alors condamné à quatre ans de prison. Il parvient à s'évader, enlève Lucia et, grâce aux bergers jusqu'ici terrorisés, pourchasse Bonfiglio dans la montagne. Acculé, ce dernier se tue en tombant dans un précipice. Les cloches de Pâques sonnent, au même moment, à toute volée. De son côté, Francesco se livre à la police afin que justice soit rendue. 

## Fiche technique
- Titre du film : Pâques sanglantes
- Titre original : Non c'è pace tra gli ulivi (traduction littérale : Il n'y a pas de paix entre les oliviers)
- Réalisation : Giuseppe De Santis
- Scénario : Libero De Libero, Carlo Lizzani, G. De Santis, Gianni Puccini
- Photographie : Piero Portalupi
- Format : Noir et blanc - 35 mm
- Décors : Carlo Egidi
- Costumes : Anna Gobbi
- Son : Giovanni Rossi, Venanzio Biraschi
- Musique : Goffredo Petrassi
- Montage : Gabriele Varriale
- Production : Domenico Forges Davanzati pour Lux Film
- Pays d'origine :  Italie
- Langue originale : Italien
- Durée : 100 minutes
- Genre : drame
- Sorties : 10 septembre 1950 en Italie ; 29 mai 1953 en France

## Distribution
- Raf Vallone  (VF : René Arrieu) : Francesco Dominici
- Lucia Bosè  (VF : Paula Dehelly) : Lucia Silvestri
- Folco Lulli  (VF : Raymond Rognoni) : Agostino Bonfiglio
- Maria Grazia Francia  (VF : Renée Simonot) : Maria Grazia, la sœur de Francesco
- Angelina Chiusano : la mère de Bonfiglio
- Dante Maggio  (VF : Jean-Pierre Lorrain) : Salvatore Capuano
- les bergers du hameau Quercie de la commune de Fondi
- Narration :Jean Darcante

## Commentaire
Giuseppe De Santis manifesta très tôt sa volonté de tourner un film sur les problèmes agricoles de l'Italie et, en particulier, sur « les conflits de sa terre natale, Fondi, dans les âpres collines et les bois d'olivier de la Ciociaria, au sud de Rome. »
Certains critiques ont noté chez le réalisateur italien une tendance au romanesque et au mélodrame populaire. Le film correspond toutefois aux volontés du cinéaste qui déclarait : « Ma position diffère de celle de Cesare Zavattini  et de Rossellini surtout du point de vue de l' audience que je recherche. Je ne conçois pas le cinéma en vase clos. [...] Je voudrais être compris de tous. C'est cela le grand problème : vulgariser, populariser sans déchoir. »
Freddy Buache, dans son ouvrage sur le cinéma italien, émet, quant à lui, cette opinion : « Dans ce récit qui ne craint pas le discontinu ni le prosaïque ou l'inflexion mélodramatisée, De Santis glisse des interjections d'humour, d'ironie, de tendresse qui suscitent peu à peu le réalisme lyrique. Dès lors, l'optimisme terminal de cette chronique montagnarde ne peut pas être considéré comme une concession au romanesque ni comme la preuve d'une idéaliste victoire de l'âme. »
Mais, peut-être, faut-il voir Pâques sanglantes comme « une épopée d'anticipation. De Santis développe une morale de l"amour fou qui est celle du surréalisme. [...] Il se refuse à séparer l'engagement politique et l'érotisme libérateur. » Jean A. Gili écrit : « Le cinéaste montre que l'homme doit se libérer simultanément à deux niveaux, celui, matériel, des contraintes économiques, et celui, intellectuel, du refoulement de la libido. »
Jean-Pierre Bleys a, vraisemblablement, raison d'établir le fait que Pâques sanglantes s"éloigne déjà du néo-réalisme, ne voulant guère se limiter au constat mais cherchant à expliquer le réel. Il perçoit, cependant, dans la séquence finale un « discours de propagande à la gloire de la solidarité de classe. » De Santis n'était-il pas, en effet, communiste ?